# Buenos Aires Herald
Pour les articles homonymes, voir Herald.
Le Buenos Aires Herald est un quotidien argentin de langue anglaise. Le premier d'Amérique Latine du genre.

## Historique
Le journal fut fondé en 1876 par un immigrant écossais, William Cathcart, sous le nom original de The Buenos Ayres Herald. Ce n'était à l'époque qu'une simple feuille de papier hebdomadaire couverte de gros titres.
Le journal fut revendu un an plus tard et devint alors le quotidien à part entière qu'il est aujourd'hui.
Considéré comme très professionnel, il est le seul journal national à s'opposer à la dictature militaire de 1976 à 1983.
En 1968, le groupe de presse américain Evening Post Publishing Company (en) acquérait la majorité des actions du quotidien, avant d’en devenir l’unique propriétaire à partir de 1998. Le 15 décembre 2007, pour la première fois, le journal passait entre les mains de capitaux argentins, après son rachat par l’homme d’affaires Sergio Szpolski pour l’intégrer à son groupe de médias. Un an plus tard, Szpolski vendit la publication au holding Indalo, qui édite également le quotidien financier Ámbito Financiero.
Il devient un hebdomadaire en 2016 et licencie une partie de son personnel. On annonce en août 2017 sa disparition.